# Hockey Thiene 2018-2019
Questa voce raccoglie le informazioni riguardanti l'Hockey Thiene nelle competizioni ufficiali della stagione 2018-2019.

## Maglie e sponsor
| 1ª divisa | 2ª divisa |

## Organigramma societario
- Presidente: Antonio Marchioretto
- Vicepresidente:
- Consiglieri:
- Direttore sportivo:
- Segretaria:
- Addetto stampa:

## Organico

### Giocatori
Rosa e numerazione, tratte dal sito internet ufficiale della Federazione Italiana Sport Rotellistici, aggiornate alla stagione 2018-2019.
| N° | Naz.              | Ruolo | Sportivo               |  |  |  |
| -- | ----------------- | ----- | ---------------------- |  |  |  |
| 3  | Italia (bandiera) | E     | Andrea Brendolin       |  |  |  |
| 4  | Italia (bandiera) | E     | Andrea Delle Carbonare |  |  |  |
| 6  | Italia (bandiera) | E     | Pietro Luotti          |  |  |  |
| 7  | Italia (bandiera) | E     | Enrico Sperotto        |  |  |  |
| 8  | Italia (bandiera) | E     | Davide Piroli          |  |  |  |
| 10 | Italia (bandiera) | P     | Alberto Dalla Vecchia  |  |  |  |
| 11 | Italia (bandiera) | E     | Giorgio Casarotto      |  |  |  |
| 17 | Italia (bandiera) | E     | Marco Ardit            |  |  |  |
| 28 | Italia (bandiera) | P     | Davide Pertegato       |  |  |  |
| 55 | Spagna (bandiera) | E     | Jesus Sola Torres      |  |  |  |

### Staff tecnico
- 1º Allenatore:  Giorgio Casarotto
- 2º Allenatore:
- Meccanico: